# Анісімов (починок)
Анісімов (рос. Анисимов) — починок в Ковернинському районі Нижньогородської області Російської Федерації.
Населення становить 0 осіб. Входить до складу муніципального утворення Большемостовська сільрада.

## Історія
Від 2009 року входить до складу муніципального утворення Большемостовська сільрада.

## Населення
| 2002 | 2010 |
| ---- | ---- |
| 4    | ↘0   |